# Kai Burmeister

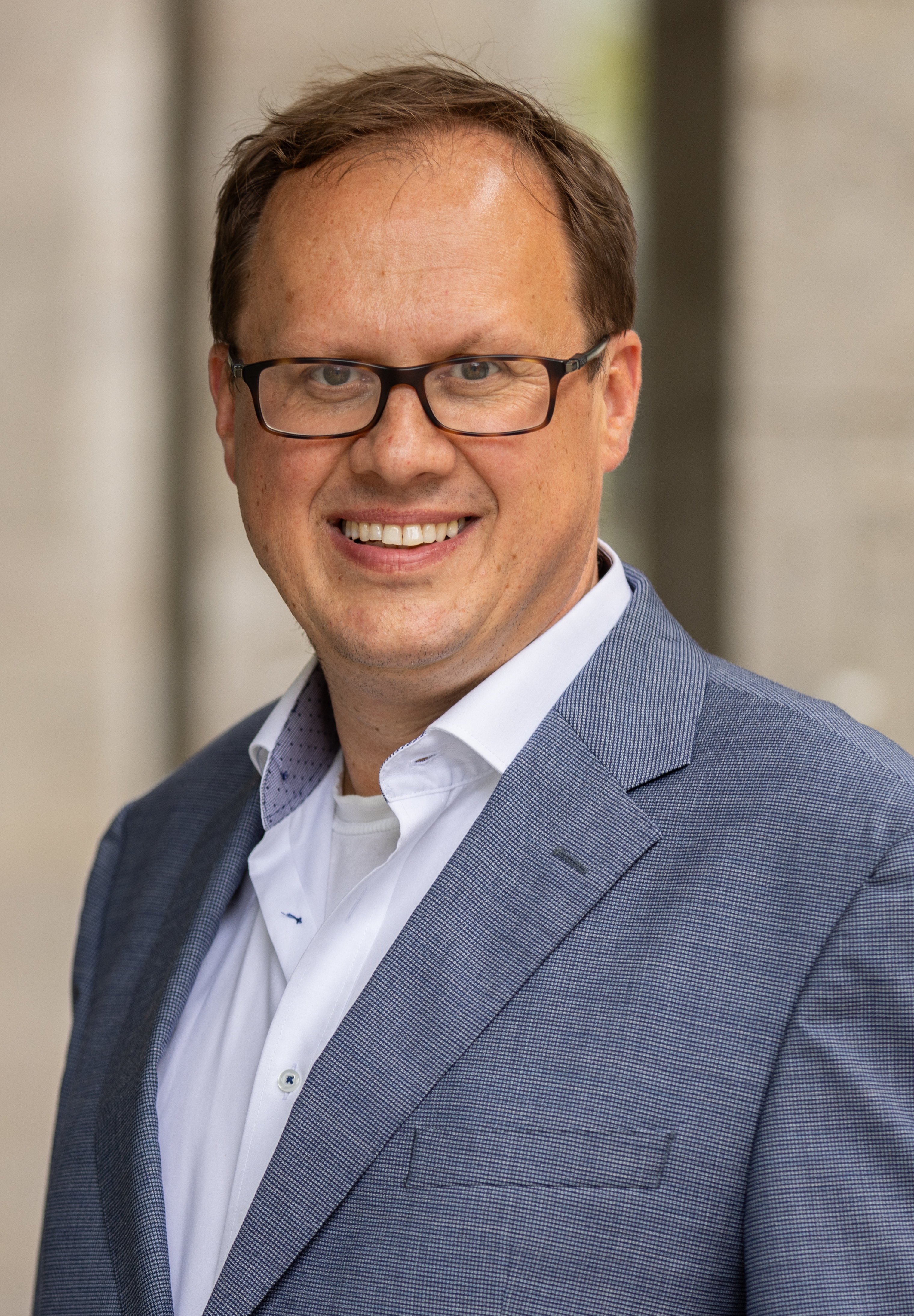
Kai Burmeister (2023)

Kai Burmeister (* 3. November 1976 in Lübeck) ist ein deutscher Gewerkschafter (IG Metall) und Volkswirt. Seit Februar 2022 ist er Vorsitzender des DGB Baden-Württemberg.

## Leben
Kai Burmeister wurde am 3. November 1976 in Lübeck geboren. Er ist verheiratet und hat zwei Töchter. Burmeister wohnt in Stuttgart. 1993 erwarb er den Realschulabschluss und absolvierte anschließend ein Freiwilliges Soziales Jahr in einer Einrichtung für Kinder mit geistiger Behinderung in Bad Schwartau. Von 1994 bis 1997 absolvierte er eine Ausbildung zum Verwaltungsfachangestellten bei der Hansestadt Lübeck. 1998 schloss er die Fachoberschule Wirtschaft an der Hanseschule in Lübeck ab.
Von 1998 bis 2002 studierte er Volkswirtschaftslehre an der Hochschule für Wirtschaft und Politik in Hamburg und erwarb den Abschluss eines Diplom-Volkswirts. Anschließend nahm er an dem Masterprogramm European Studies an der Hochschule für Wirtschaft und Politik teil. Dieses schloss er 2005 mit dem Master of European Studies ab. Das Thema seiner Abschlussarbeit war „Mindestlöhne in den USA“.

## Gewerkschaft und Politik
Kai Burmeister absolvierte eine einjährige Traineeausbildung beim Vorstand der IG Metall in Frankfurt. Von 2006 bis 2011 war er Gewerkschaftssekretär im Bereich Grundsatzfragen und Gesellschaftspolitik beim IG Metall Vorstand. Danach wechselte er als Gewerkschaftssekretär zur IG Metall Stuttgart und übernahm die Betriebsbetreuung des Daimler-Werkes (heute Mercedes-Benz) in Sindelfingen. Von 2016 bis Januar 2022 war Burmeister Gewerkschaftssekretär bei der IG Metall Bezirksleitung Baden-Württemberg und dort für die Transformation in der Automobilindustrie zuständig. Von Dezember 2022 bis August 2021 war Burmeister zudem kommissarischer 1. Bevollmächtigter der IG Metall Geschäftsstellen Aalen und Schwäbisch Gmünd.
Am 29. Januar 2022 wurde Burmeister auf der 22. ordentlichen Bezirkskonferenz des DGB Baden-Württemberg zum neuen Vorsitzenden gewählt. Er erhielt 98,9 Prozent der Delegiertenstimmen. Sein Amt als Vorsitzender trat er am 1. Februar 2022 an.
Für den DGB nimmt Burmeister folgende Mandate wahr: Vorstandsmitglied der Deutschen Rentenversicherung Baden-Württemberg (seit Sept. 2023 alternierender Vorsitzender), Aufsichtsrat bei dem Medizintechnikspezialisten Aesculap AG in Tuttlingen, Mitglied im Beirat der Hauptverwaltung der Deutschen Bundesbank in Baden-Württemberg.
Burmeister ist seit 1992 SPD-Mitglied. Seit November 2022 gehört er dem Landesvorstand und Präsidium der SPD Baden-Württemberg an.
Seit 2011 ist Burmeister Mitglied der Redaktion der Zeitschrift Spw (Zeitschrift für sozialistische Politik und Wirtschaft).

## Publikationen
- Burmeister, K. Diebel-Ebers, M. & Scholz, J. (2023). Fachkräftemangel: Thesen, Befunde und Handlungsempfehlungen aus gewerkschaftlicher Sicht. Mannheim: SSOAR, GESIS - Leibniz-Institut für Sozialwissenschaften e.V.

- Burmeister, K., Diebel-Ebers, M., & Scholz, J. (2023). Eine Gerechtigkeitsoffensive für Baden-Württemberg - Gewerkschaftliche Forderungen für die Transformation von Arbeit, Wirtschaft und Gesellschaft. In C. Schmitz, & H.-J. Urban (Hrsg.), Das neue Normal - Konflikte um die Arbeit der Zukunft (S. 63-74). Frankfurt am Main: Bund-Verlag.
- Burmeister, K. (2012). Leiharbeit 2012: zwischen gewerkschaftlichem Erfolg, unternehmerischen Ausweichmanövern und politischer Verantwortung / Kai Burmeister. Friedrich-Ebert-Stiftung. [Hrsg.: Abteilung Wirtschafts- und Sozialpolitik der Friedrich-Ebert-Stiftung]

- Kai Burmeister: Sozialökologischer Umbau, Automobilindustrie und sichere Arbeitsplätze. In C. Schmitz, H.-J. Urban (Hrsg.), Arbeitspolitik nach Corona, Probleme – Konflikte – Perspektiven (S. 269 – 282). Frankfurt am Main: Bund-Verlag
- mit Björn Böhning: Generationen & Gerechtigkeit. VSA-Verlag, Hamburg 2004, ISBN 3-89965-067-0.